# Archaeoattacus
Archaeoattacus es un género de polillas perteneciente a la familia Saturniidae, descrito por primera vez por el entomólogo inglés J. Henry Watson en 1914. Las especies de este género se encuentran en el Himalaya, Sondalandia y la península de Malasia. Es un género bastante aislado, es decir, que consiste en pocas especies relacionadas estructural o filogenéticamente. En el pasado fue incluido dentro del genero Attacus y del que se distingue por algunos patrones en sus alas y por su morfología genital.

## Lista de especies
El género tiene dos especies:
- Archaeoattacus staudingeri (Rothschild, 1895)
- Archaeoattacus edwardsii (White, 1859)